# دوروتی جوردن (هنرپیشه فیلم)
دوروتی جوردن (انگلیسی: Dorothy Jordan؛ ۹ اوت ۱۹۰۶ – ۷ دسامبر ۱۹۸۸) یک هنرپیشه اهل ایالات متحده آمریکا بود.

## گزیده فیلمشناسی
از فیلم‌ها یا برنامه‌های تلویزیونی که وی در آن نقش داشته‌است می‌توان به آثار زیر اشاره کرد.
- جادوی سیاه (فیلم ۱۹۲۹) (1929)
- رام کردن زن سرکش (فیلم ۱۹۲۹) (1929)
- مین و بیل (1930)
- غواصان جهنم (1931)
- خورشید به‌روشنی می‌درخشد (1953)
- جویندگان (1956)
- نشان عقاب (1957)

## نگارخانه

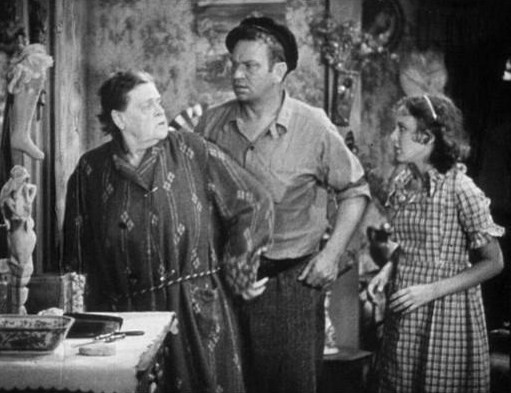